# Ta' Xbiex
Ta' Xbiex (in italiano Scibiesci, più raramente Ta Xbiex senza l'apostrofo, pronuncia Tascbiesc) è una città e consiglio locale di Malta, sita nella porzione nord-orientale dell'isola di Malta, con una popolazione di 2012 abitanti (2019).
La città è sede di molte ambasciate straniere, tra cui quelle di Egitto, Italia, Francia e Regno Unito. È diventata parrocchia nel 1969; la chiesa del paese è dedicata a San Giovanni della Croce. Scibiesci è anche la sede principale della comunità Ahmadiyya di Malta.

## Origini del nome
Il toponimo deriva dal nome Tbexbix, che significa "alba", per via della sua posizione geografica o anche dalla parola Xbiek, che significa sciabica (un tipo di rete da pesca), per via delle sue origini come villaggio di pescatori.

## Amministrazione

### Gemellaggi
È gemellata con il comune italiano di:
- Rocca Santo Stefano[6]